# 2-я Башкирская стрелковая дивизия
2-я Башкирская стрелковая дивизия (1918—1919) — военное формирование башкирских частей во время Гражданской войны в России.

## Формирование и история
2-я Башкирская стрелковая дивизия была сформирована по приказу Башкирского военного совета от 13 августа 1918 года в городе Оренбурге. В состав дивизии вошли 1-й и 4-й Башкирские пехотные полки.
2-я Башкирская стрелковая дивизия находилась в составе Народной армии, с сентября 1918 года — Башкирского отдельного корпуса.
21 октября 1918 года по приказу начальника штаба Верховного главнокомандующего всеми вооруженными силами КОМУЧа генерал-лейтенанта С. Н. Розанова дивизия была расформирована. Все её части вошли в состав 1-й Башкирской стрелковой дивизии.
9 января 1919 года согласно приказу начальника штаба Башкирского войска дивизия была восстановлена. В состав дивизии вошли 4 эскадрона 2-го Башкирского кавалерийского полка имени Г. С. Идельбаева, 1-й Башкирский кавалерийский полк имени А. Б. Карамышева, 5-й и 6-й Башкирские стрелковые полки. Дивизия находилась в составе Оренбургской отдельной армии, по приказу командующего Башкирским войском А. А. Валидова от 26 января 1919 года вошла в состав новообразованного Башкирского корпуса.
Полки дивизии вели бои на Екатеринбургском (август 1918 года), Верхнеуральском (июль—август 1918 года), Орском (сентябрь 1918 года), Актюбинском (октябрь—ноябрь 1918 года), Стерлитамакском (декабрь 1918 года — февраль 1919 года) фронтах.
2-я Башкирская стрелковая дивизия была расформирована после перехода Башкирского Правительства и войска на сторону Советов.

## Начальники дивизии
- подполковник А. Емельянов (август—октябрь 1918 года);
- поручик Набоков (январь 1919 года);
- штабс-капитан А. Габидуллин (февраль 1919 года).

| Знаки отличия башкирских частей (1-й Башкирский пехотный полк), принятых в июне 1918 года | Знаки отличия башкирских частей (1-й Башкирский пехотный полк), принятых в июне 1918 года | Знаки отличия башкирских частей (1-й Башкирский пехотный полк), принятых в июне 1918 года | Знаки отличия башкирских частей (1-й Башкирский пехотный полк), принятых в июне 1918 года | Знаки отличия башкирских частей (1-й Башкирский пехотный полк), принятых в июне 1918 года | Знаки отличия башкирских частей (1-й Башкирский пехотный полк), принятых в июне 1918 года |
| Солдаты и младшие командиры                                                               | Солдаты и младшие командиры                                                               | Солдаты и младшие командиры                                                               | Солдаты и младшие командиры                                                               | Солдаты и младшие командиры                                                               | Солдаты и младшие командиры                                                               |
| ----------------------------------------------------------------------------------------- | ----------------------------------------------------------------------------------------- | ----------------------------------------------------------------------------------------- | ----------------------------------------------------------------------------------------- | ----------------------------------------------------------------------------------------- | ----------------------------------------------------------------------------------------- |
|                                                                                           |                                                                                           |                                                                                           |                                                                                           |                                                                                           |                                                                                           |
| Рядовой                                                                                   | Ефрейтор                                                                                  | Бомбардир                                                                                 | Унтер-офицер                                                                              | Фельдфебель                                                                               | Подпрапорщик                                                                              |

| Обер-офицеры | Обер-офицеры | Обер-офицеры | Обер-офицеры  | Обер-офицеры | Штаб-офицеры | Штаб-офицеры |
| ------------ | ------------ | ------------ | ------------- | ------------ | ------------ | ------------ |
|              |              |              |               |              |              |              |
| Прапорщик    | Подпоручик   | Поручик      | Штабс-капитан | Капитан      | Подполковник | Полковник    |